# 民雄交流道
民雄交流道，是國道一號的一處交流道，位於臺灣嘉義縣民雄鄉西側，指標為257k處。位於大林交流道及嘉義交流道間。
交流道出入口設在民雄外環道上，已於2011年12月23日中午12:00啟用。可以透過台1線往南二高外環道連接南二高竹崎交流道。
交流道設置於中山高速公路民雄戰備跑道上，在研議設置交流道時，高公局同意將戰備跑道路段南移2公里。
因該路段為戰備跑道，採用之路牌與路燈皆為可快速拆卸式，2014年9月16日曾封閉民雄交流道，並在民雄戰備跑道進行漢光演習戰機直升機起降演練。
|  | 257 民雄 |  | 民雄 新港 |

## 鄰近公路
- 縣道164號
- 嘉79線
- 嘉106線

## 周邊景點與設施
- 劉家古厝
- 國家廣播文物館
- 民雄鵝肉街
- 民雄車站
- 民雄工業區
- 頭橋工業區
- 國立中正大學
- 國立嘉義大學民雄校區
- 吳鳳科技大學
- 南華大學
- 大士爺廟

## 外部連結
- 國道一號民雄交流道示意圖 （页面存档备份，存于）（交通部高速公路局）
- 國道一號民雄交流道完工通車 （页面存档备份，存于）（嘉義縣政府）